# Danbury (Connecticut)
Danbury es una ciudad ubicada en el condado de Fairfield en el estado estadounidense de Connecticut. En el año 2020 tenía una población de 86,518 habitantes y una densidad poblacional de 779.56 personas por km².

## Demografía
Según la Oficina del Censo en 2000 los ingresos medios por hogar en la localidad eran de $53,664, y los ingresos medios por familia eran $61,899. Los hombres tenían unos ingresos medios de $39,016 frente a los $31,319 para las mujeres. La renta per cápita para la localidad era de $24,500. Alrededor del 8.0% de la población estaban por debajo del umbral de pobreza.

## Gobierno
La Agencia Federal de Prisiones (BOP) gestiona la Institución Correccional Federal, Danbury, una prisión.